# Lún dương vật

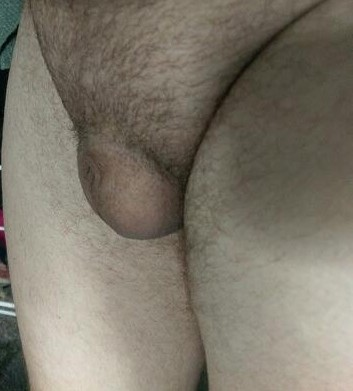
Cục dương vật của nam giới 30 tuổi đã cắt bao quy đầu

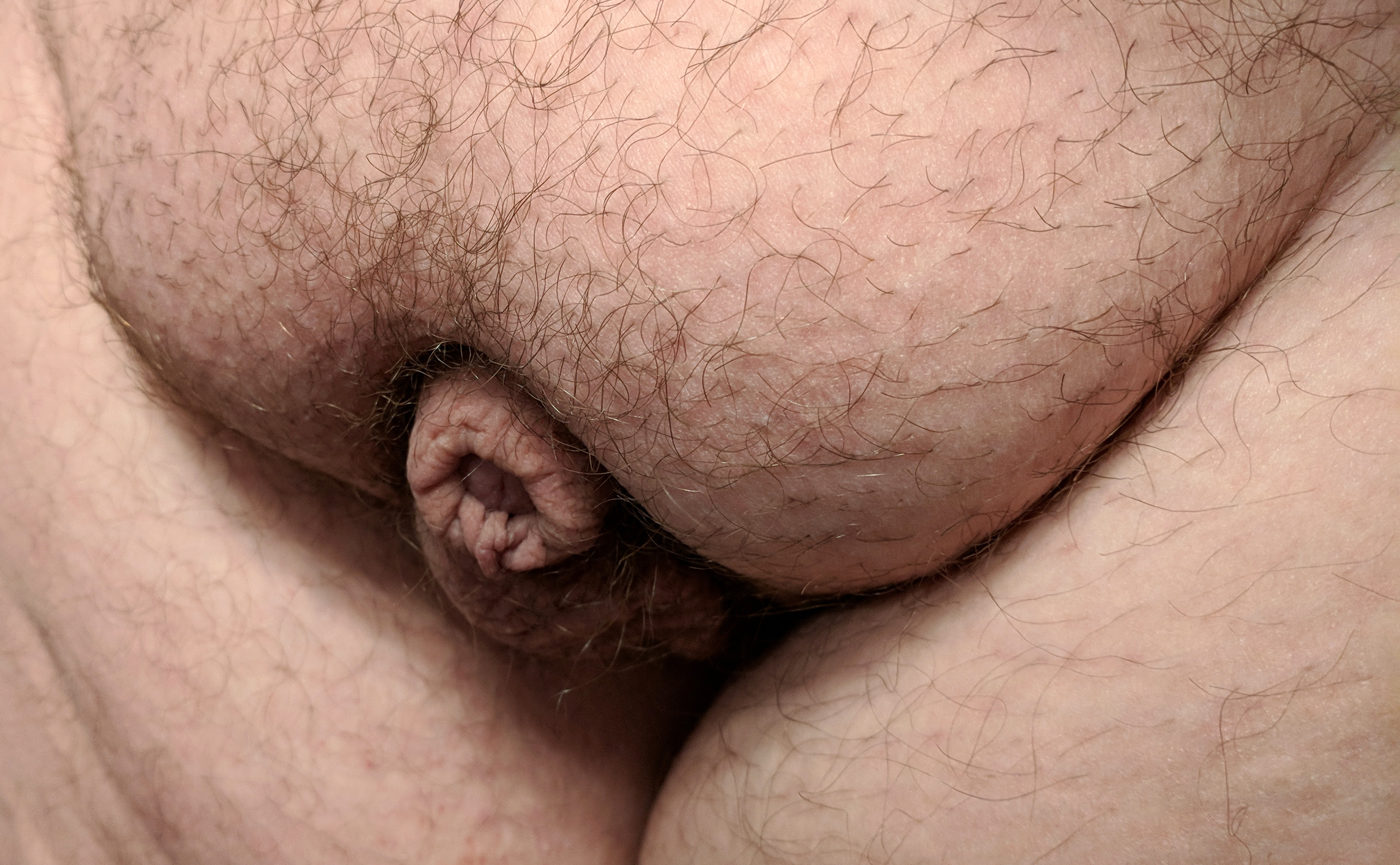

Lún dương vật hay vùi dương vật hay thụt dương là tình trạng bệnh lý bẩm sinh hoặc mắc phải trong đó dương vật bị lún một phần hoặc lún hoàn toàn dưới bề mặt da. Lún dương vật có thể dẫn đến khó tiểu, vệ sinh kém, nhiễm trùng và làm giảm chức năng tình dục bình thường.
Lún dương vật khác với dương vật nhỏ, là một dương vật có kích thước nhỏ bất thường, có cấu trúc bình thường với chiều dài dương vật bị kéo căng dưới 2,5 độ lệch chuẩn dưới mức trung bình theo độ tuổi hoặc giai đoạn phát triển giới tính của bệnh nhân.

## Lịch sử
Lún dương vật lần đầu tiên được mô tả bởi Edward Lawrence Keyes vào năm 1919 mô tả về việc thiếu mất một cách rõ ràng của dương vật do dương vật bị vùi lấp dưới phần da bụng, đùi hoặc bìu. Vào năm 1951, Maurice Campbell nghiên cứu sâu hơn điều này, khi ông báo cáo về dương vật bị chôn vùi dưới lớp mỡ dưới da của bìu dái, đáy chậu, tầng sinh môn và đùi.

## Nguyên nhân

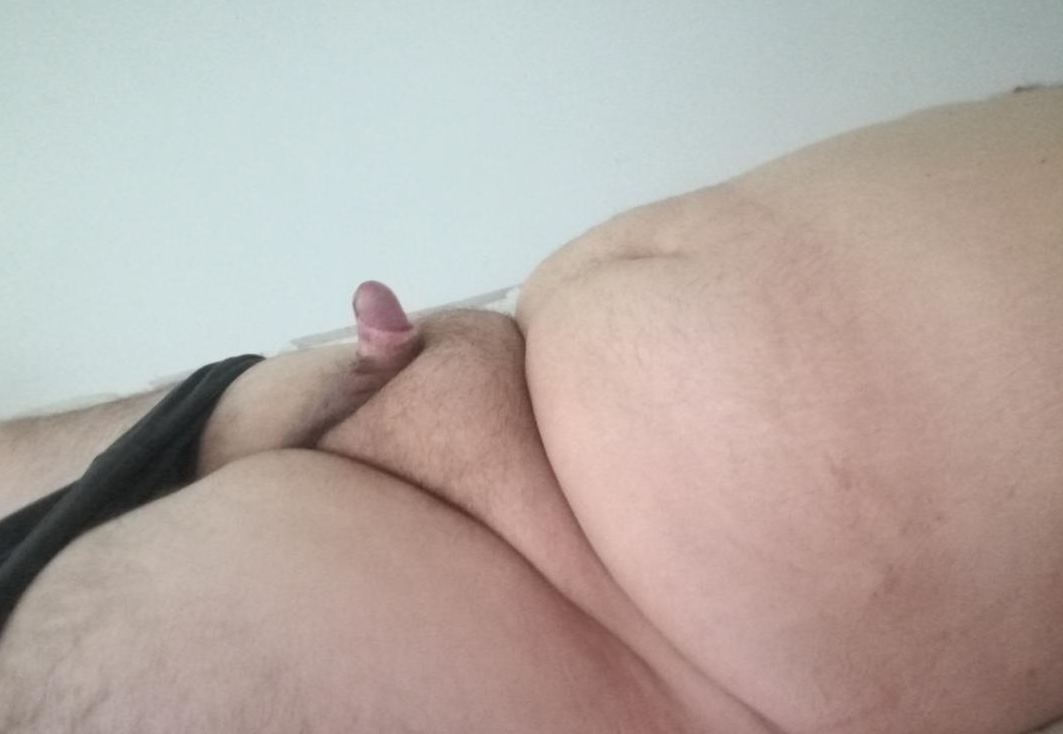
Một dương vật bị lún dựng đứng lên

### Lún dương vật bẩm sinh
Trong một số trường hợp, lún dương vật có thể lộ rõ khi sinh, thường là do phần da của thân dương vật ít và phần thân dương vật ngắn.

### Béo phì
Mặc dù không phải mọi cá nhân là nam giới bị béo phì đều mắc phải tình trạng lún dương vật, nhưng có tỉ lệ 87% trong số này được điều trị phẫu thuật lún dương vật đều được báo cáo là béo phì. Mỡ bụng quá nhiều cũng có thể tạo ra môi trường thuận lợi cho sự phát triển của vi khuẩn và nấm. Béo phì cũng tạo điều kiện thuận lợi cho sự gia tăng bệnh đái tháo đường loại 2, đặc trưng là tăng khả năng nhiễm trùng, gây khó khăn cho việc khống chế thành công và kịp thời tình trạng dương vật bị lún. Từ đó nhiễm trùng tái phát cũng có thể dẫn đến co thắt sẹo, khiến da trước xương mu dịch chuyển qua phần trục thân dương vật và quy đầu, do đó làm lõm da thân dương vật và dẫn đến lún dương vật.

### Ung thư bạch huyết vùng bìu
Mặc dù là một nguyên nhân không phổ biến, nhưng bệnh bạch huyết vùng bìu gây biến dạng thân dương vật và bìu, dẫn đến dương vật bị lún.

### Cắt bao quy đầu quá sát
Trong một số trường hợp cắt bao quy đầu, bao quy đầu bị cắt quá sát hoặc đường khâu bị co rút, gây ra sẹo, có thể khiến dương vật mắc kẹt trong phần bao quy đầu còn lại hoặc đẩy dương vật vào vùng trên xương mu và dẫn đến dương vật bị lún.

### Viêm quy đầu sừng hóa tắc nghẽn
Viêm quy đầu sừng hóa tắc nghẽn (Balanitis xerotica obliterans; BXO) là một quá trình viêm da mãn tính gây xơ cứng quy đầu, thân quy đầu, bao quy đầu hoặc niệu đạo. Điều này có thể dẫn đến hiện tượng sẹo ở phần gốc của dương vật và khiến nó bị lún.

### Dị dạng màng Dartos
Màng Dartos bị dị dạng là một tình trạng đặc trưng bởi sự thiếu trợ lực ở mặt lưng dương vật cùng với tính dịch chuyển của da bụng và thiếu sự gắn kết phù hợp giữa màng này và dương vật. Điều này có thể làm cho dương vật "quay" vào bìu, do đó tạo ra dương vật bị lún.

## Điều trị
Ở trẻ nhỏ, tình trạng lún có thể tự khỏi theo thời gian mà không cần bất kỳ sự can thiệp nào; tuy nhiên, sau cùng thì bệnh nhân vẫn có thể cần phẫu thuật tái tạo để dứt điểm. Có thể cần phải phẫu thuật khẩn cấp nếu xảy ra tình trạng bị nhiễm trùng. Dương vật bị lún bẩm sinh có thể được điều chỉnh bằng phẫu thuật ở trẻ em bằng cách neo thể hang vào các màng Dartos ở gốc dương vật.
Các lựa chọn phẫu thuật có thể bao gồm tách dây chằng nối gốc dương vật với xương mu; ghép da để che lấp đi những vùng dương vật cần có thêm da; hút mỡ bằng ống thông để hút tế bào mỡ dưới da ra khỏi vùng quanh dương vật; phẫu thuật tạo hình thành bụng trong đó loại bỏ mỡ và da thừa; phẫu thuật cắt bỏ lớp mỡ ngay phía trên vùng xương mu; hoặc phẫu thuật cắt bỏ lớp mỡ thừa, mô thừa và da che phủ bộ phận sinh dục và đùi. Trong một video minh chứng cho việc sử dụng phương pháp phẫu thuật cắt bỏ mỡ khi việc điều trị dương vật bị lún ở người trưởng thành, Tiến sĩ Bryan Voelzke và các đồng nghiệp của ông đã nhấn mạnh sự cần thiết phải gắn một miếng đệm mỡ trên xương mu vào màng xương của khớp mu, cũng như tầm quan trọng của việc không kéo điểm nối dương vật-bìu xuống, và điểm nối dương vật-bụng chỉ để phô bày dương vật.
King IC, Tahir A, Ramanathan C cùng với Siddiqui H đã phát triển một cách thức điều trị sửa đổi sử dụng một kỹ thuật phẫu thuật duy nhất bao gồm chủ yếu là giải phóng sẹo và tận dụng da dương vật.
Một bài báo được xuất bản vào tháng 8 năm 2019 của Tiến sĩ James J. Elist đã báo cáo một quy trình liên quan đến việc cấy ghép silicon mềm dưới da dương vật đã thành công trong việc đảo ngược tình trạng dương vật bị lún ở người trưởng thành.